# Sim Jae-won
Dans ce nom coréen, le nom de famille, Sim, précède le nom personnel.
Pour les articles homonymes, voir SIM.
Sim Jae-won (coréen : 심재원) (né le 11 mars 1977 à Daejeon en Corée du Sud) est un joueur de football international sud-coréen, qui évoluait au poste de défenseur.

## Biographie

### Carrière en sélection
Avec l'équipe de Corée du Sud, il dispute 20 matchs (pour 2 buts inscrits) entre 2000 et 2007. Il figure notamment dans le groupe des sélectionnés lors des JO de 2000. Lors du tournoi olympique il joue trois matchs : contre l'Espagne, le Maroc et enfin le Chili.
Il participe également à la coupe d'Asie des nations de 2000.
Il joue enfin la Coupe du monde des moins de 20 ans 1997.